# Adler Standard 6
L'Adler Standard 6 est une voiture automobile présentée au Salon de Berlin en octobre 1926 dont elle fut la principale nouveauté. Le modèle est produit jusqu'en 1934.
C'est une limousine (berline) six cylindres construite par Adler, constructeur automobile à Francfort. D'autres styles de carrosserie étaient disponibles auprès de carrossiers.
Son empattement était identique au modèle Adler Favorit (de) quatre cylindres, moins coûteux, sorti au début de l'année 1929. La Standard 6 a servi de base au modèle plus puissant à huit cylindres, l'Adler Standard 8 (de), commercialisé en 1928.
Avec plus de 10 600 exemplaires, ce modèle est l'un des plus vendus de la firme.

## Tour du monde
L'Allemande Clärenore Stinnes effectue de 1927 à 1929 un tour du monde au volant de l'une des premières voitures construites de ce modèle et devient la première femme et même la première personne à réussir cet exploit. Elle était assistée d'un cameraman, le Suédois Carl-Axel Söderström (en) avec qui elle se marie en 1930.